# Tauno Lappalainen
Tauno Mikko Lappalainen (* 10. März 1898 in Ruokolahti; † 25. Januar 1973 in Liperi) war ein finnischer Skilangläufer.

## Werdegang
Lappalainen, der für die Viipurin Urheilijat und die Liperin Kivekkäät startete, errang im Jahr 1924 bei den Lahti Ski Games jeweils den dritten Platz über 10 km und über 50 km und siegte im folgenden Jahr im 30-km-Lauf. Zudem belegte er dabei den zweiten Platz über 50 km. Bei den nordischen Skiweltmeisterschaften 1926 in Lahti holte er über 30 km und 50 km jeweils die Silbermedaille. Zwei Jahre später kam er bei den Olympischen Winterspielen in St. Moritz auf den sechsten Platz über 50 km. Bei den nordischen Skiweltmeisterschaften 1930 in Oslo gewann er die Bronzemedaille übr 17 km. Sein letztes internationales Rennen hatte er bei den Olympischen Winterspielen 1932 in Lake Placid. Dort wurde er Siebter über 50 km.
Sein Bruder Martti war ebenfalls als Skilangläufer aktiv.